# Aeroportul Mercer County
Aeroportul Mercer County (IATA: BLF, ICAO: KBLF, FAA LID: BLF) este un aeroport din Virginia de Vest, Statele Unite ale Americii ce deservește zona Bluefield⁠(d). Aeroportul a fost tranzitat în 2019 de 14 pasageri.
Situat la o altitudine de 871 m, aeroportul dispune de 1 pistă.

## Infrastructură

### Piste
Aeroportul dispune de o singură pistă. Pista 05/23 are suprafața de asfalt și dimensiunile 4.743 picioare × 100 picioare. 